# Bonneville-et-Saint-Avit-de-Fumadières
 Bonneville-et-Saint-Avit-de-Fumadières  es una población y comuna francesa, situada en la región de Aquitania, departamento de Dordoña, en el distrito de Bergerac y cantón de Vélines.

## Demografía
| 247 | 220 | 195 | 214 | 216 | 214 |
| Para los censos de 1962 a 1999 la población legal corresponde a la población sin duplicidades (Fuente: INSEE [Consultar]) |     |     |     |     |     |